# Campemoor

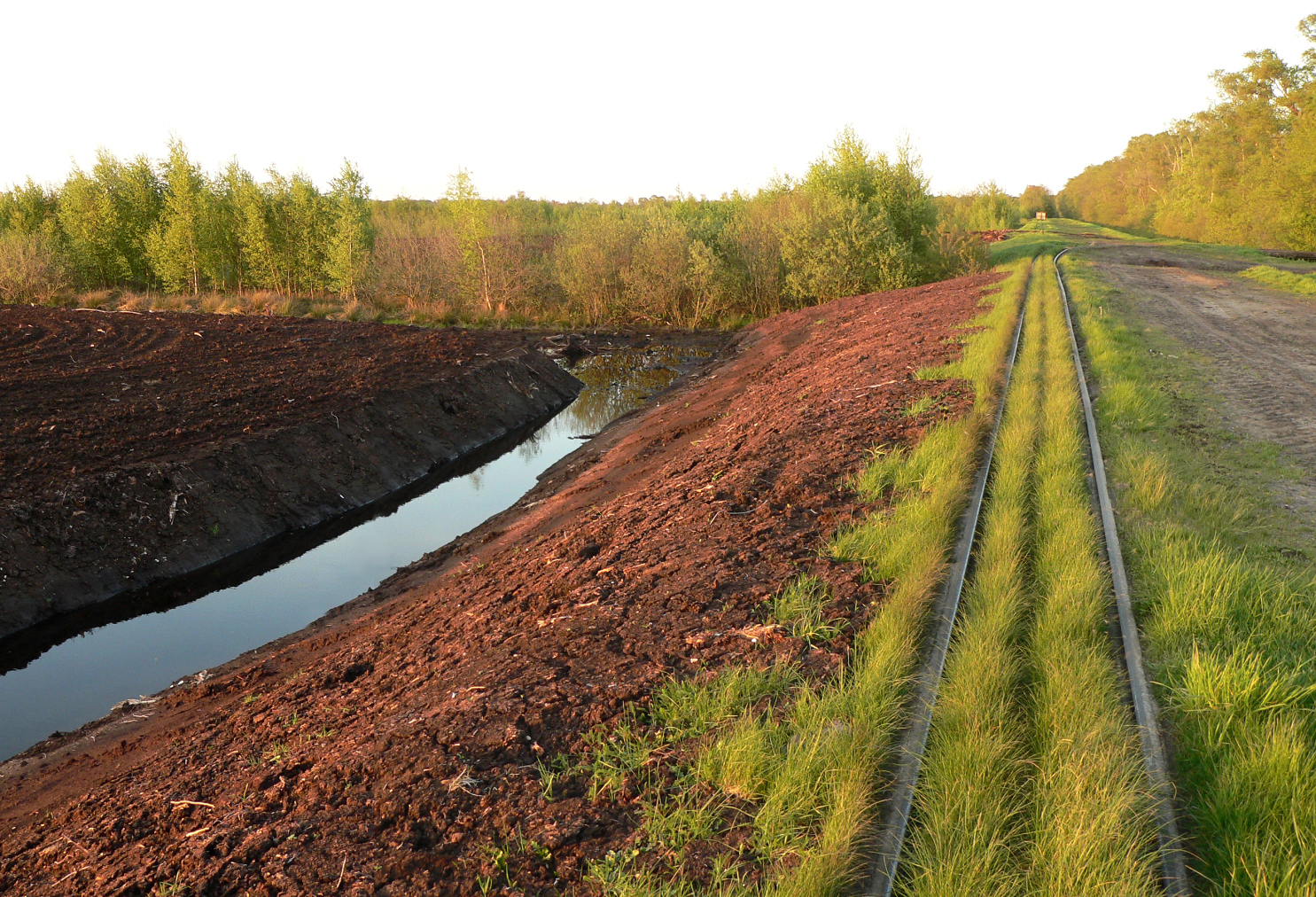
Feldbahngleise und Entwässerungsgraben im Campemoor

Das Campemoor ist ein 42,5 km² großes Hochmoorgebiet südlich von Damme in Niedersachsen. Innerhalb des Moores liegt die Moorkolonie und Bauerschaft Campemoor.

## Lage und Entstehung
Das Campemoor liegt 10 km nordöstlich von Bramsche und 6 km südlich von Damme sowie den Dammer Bergen innerhalb des etwa 300 km² großen Dümmerbeckens auf einer Höhe von 43 bis 45 m ü. NN. Es ist der zentrale Teil des Großen Moores bei Damme. Die Moorbildung setzte etwa im 5. Jahrtausend v. Chr. ein, nachdem sich das Klima erwärmt und sich der nacheiszeitliche Permafrost abgeschwächt hatte. In den ersten 1500 Jahren entwickelte sich zunächst ein Niedermoor. Danach setzte die Hochmoorentwicklung ein, deren Ergebnis eine heute etwa 5 Meter mächtige Torfschicht ist.

## Geschichte

### Moorwege

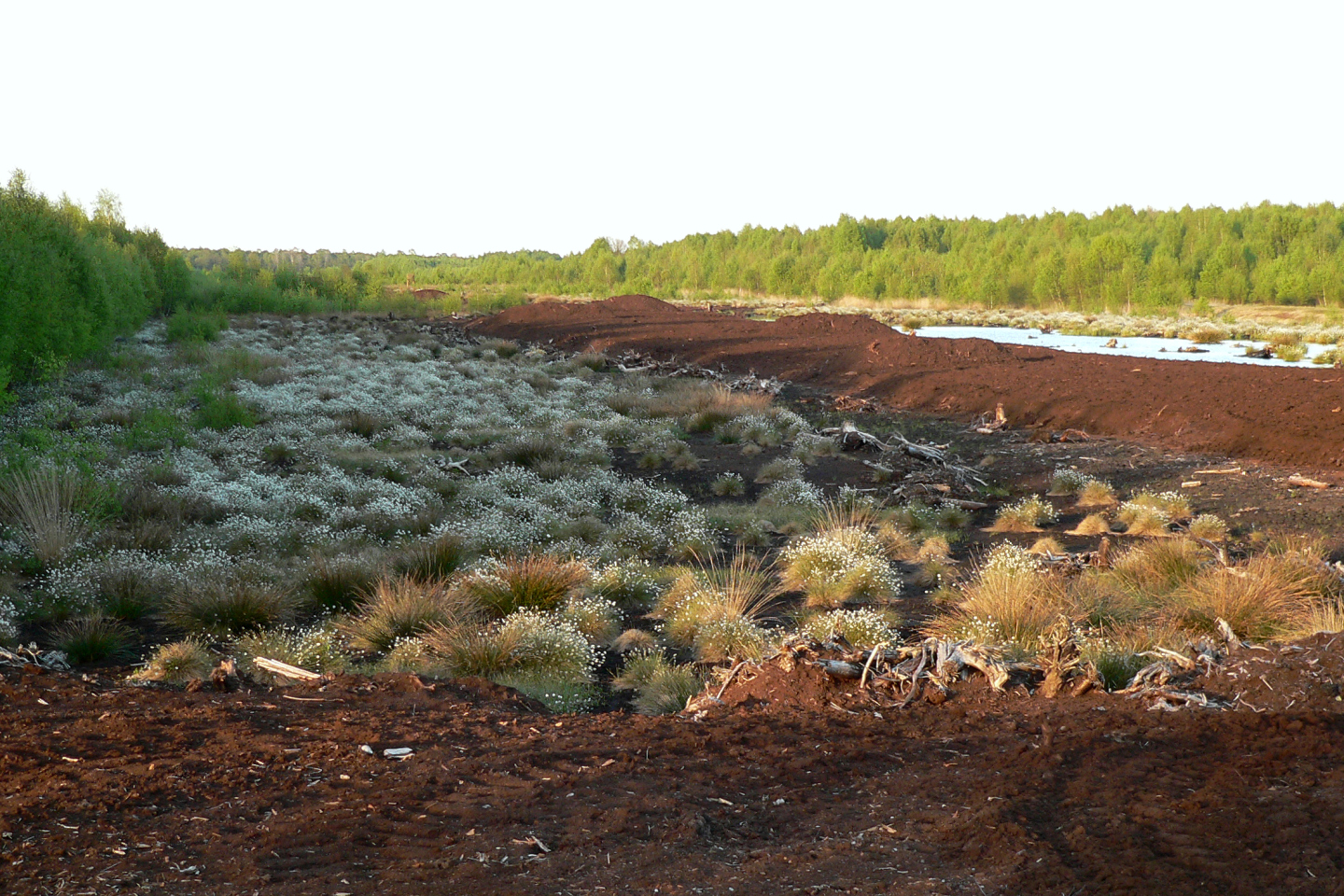
Torfabbau im Campemoor, Blick auf das Fundgebiet der Pfahlwege im Campemoor

Durch das Campemoor führten zu unterschiedlichen Zeiten vorgeschichtliche Moorwege. Diese wurden zum Teil beim Handtorfstich in den 1950er und 1960er Jahren erkannt, aber nicht näher untersucht. Nach der Entdeckung eines Moorweges beim maschinellen Abtorfen Ende der 1980er Jahre befasste sich das hannoversche Institut für Denkmalpflege (IfD) als Vorläufer des Niedersächsischen Landesamtes für Denkmalpflege (NLD) mit der Fundstelle. Ab dem Jahr 1992 führte das NLD mehrjährige archäologische Untersuchungen durch, die insgesamt sechs Pfahlwege im Campemoor betrafen. Die Wegkonstruktionen haben sich aufgrund der günstigen Erhaltungsbedingungen im Moor bis in die Gegenwart im Untergrund erhalten. Einer der Wege wurde in der Jungsteinzeit über mehrere Jahrzehnte hinweg von etwa 4614 bis um 4540 v. Chr. erbaut und gilt als der bisher älteste entdeckte Moorweg der Welt.

Im Zuge der Ausgrabungen wurde 1998 in Nähe der Pfahlwege ein mittelsteinzeitlicher Lagerplatz prosperiert. Dort fanden sich Flintklingen, Abschläge und Schaber.

### Kolonie Campemoor

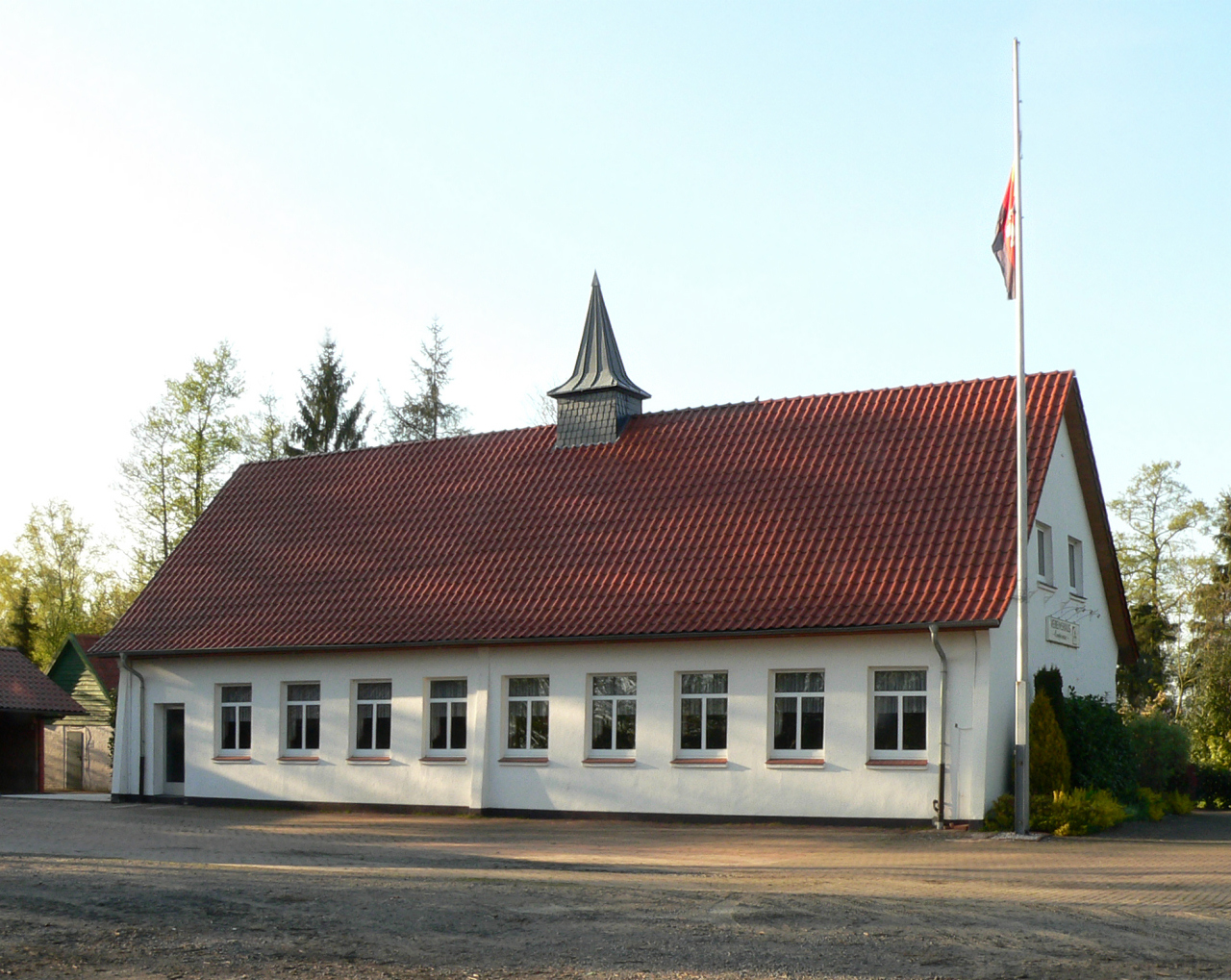
Vereinshaus im Ortsteil Campemoor, 1934 als Schule erbaut

Das Campemoor ist nach Martin von Campe benannt, der von 1925 bis 1931 das Amt des Landeshauptmanns der preußischen Provinz Hannover ausübte. Das Gebiet gehörte bis 1803 überwiegend zum Hochstift Osnabrück; der kleinere Teil zum Niederstift Münster. Der größere Teil wurde auf dem Wiener Kongress 1815 dem Königreich Hannover zugeteilt, der kleinere dem Großherzogtum Oldenburg. 1815 wurde ein noch heute vorhandener Jagdpfahl als Markierung im Moor aufgestellt, er markiert die Grenze der Mooranlieger-Gemeinden. Bis 1885 stießen dort auch verschiedene Ämter aufeinander, und zwar die Ämter Vörden, Wittlage und Vechta. Von 1939 bis zur niedersächsischen Kreisreform im Jahr 1972 gab es im Campemoor ein Dreikreiseck zwischen den Landkreisen Bersenbrück, Wittlage und Vechta.
In den 1880er Jahren erfolgte eine Teilung der Moorfläche  mit der Zuweisung von abgetorften Teilen an Berechtigte und die Festlegung von Torfstichflächen. Vor dem Ersten Weltkrieg erwarb die Hannoversche Kolonisations- und Moorverwertungs-Actien-Gesellschaft (HAKUMAG) in Schwege große Moorflächen und baute bereits um 1900 Torf ab. Ab den 1920er Jahren erfolgte innerhalb des Moorgebietes eine Kolonisierung durch die Ausweisung von Siedlerstellen. 1934 wurde ein neues Schulgebäude errichtet, das nach dem Auszug der Schule in den 1970er Jahren als sogenanntes Vereinshaus genutzt wird. 1938 war die Kolonisierung mit 48 Siedlungen abgeschlossen. Die Siedler betrieben auf den abgetorften Flächen Landwirtschaft, und zwar im Jahr 1955 durch 60 landwirtschaftliche Anwesen auf etwa 1000 Hektar Fläche. Auf diese Weise entstand die Bauerschaft Campemoor, die 1974 dadurch, dass Vörden, Hinnenkamp und Hörsten aus dem Landkreis Osnabrück herausgenommen wurden, ein Ortsteil der Gemeinde Neuenkirchen-Vörden im Landkreis Vechta werden konnte (mit heute 268 Einwohnern).

## Heute

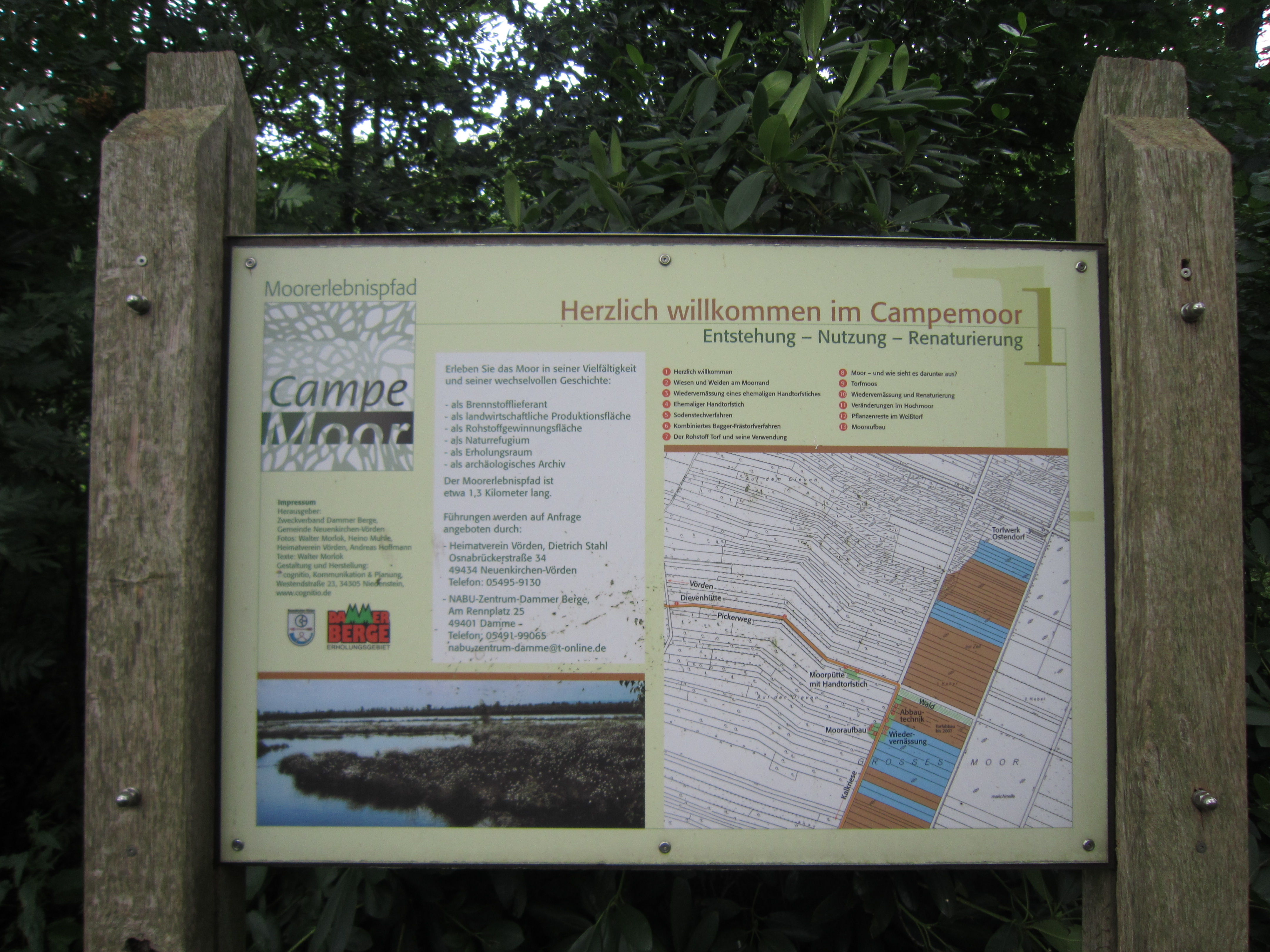
Informationstafel am Moorlehrpfad in Campemoor

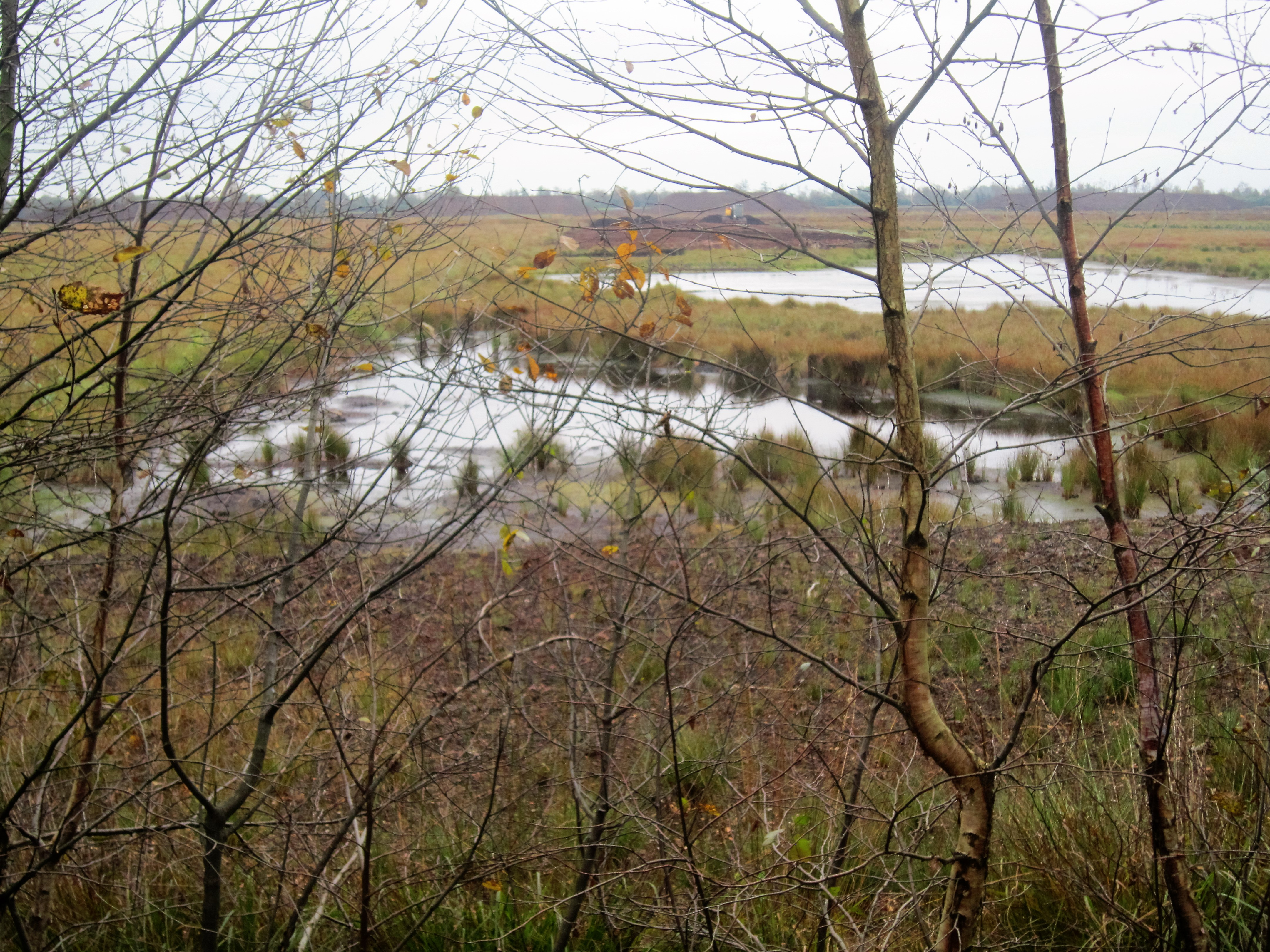
Wiedervernässte Fläche östlich des Moorlehrpfads

Heute ist das Campemoor ein teilweise entwässertes Hochmoorgebiet, das zu Grünland und Ackerland kultiviert wurde oder als Weidefläche genutzt wird. Die unkultiviert gebliebenen Flächen sind hauptsächlich von Birkenlohwäldern geprägt. Auf der Grundlage des Landes-Raumordnungsprogramms 2008 ist das Campemoor ein „Vorranggebiet“ für den Torfabbau, d. h. grundsätzlich steht das Moor für Zwecke der Rohstoffgewinnung zur Verfügung; Näheres wird über einen Bodenabbauleitplan geregelt.
Tafeln entlang einem 1,3 km langen Moorlehrpfad informieren Besucher über die Entstehung, Nutzung und Renaturierung von Mooren im Allgemeinen sowie des Campemoores im Besonderen.

## Zukunft
Generell sollen niedersächsische Moore nach Ablauf der Nutzungsrechte für Torf abbauende Betriebe wiedervernässt werden. Im Fall von Campemoor bereitet dieser Plan jedoch Probleme, da mitten im Moor Landwirtschaft betrieben wird, der bei einer Wiedervernässung weitgehend die Existenzgrundlage entzogen würde. Zudem sind Torf verwertende Firmen der Region bereits in der Gegenwart dazu übergegangen, „Torfgewinnung ausschließlich auf landwirtschaftlich vorgenutzten Flächen“ zu betreiben, was ebenfalls die für die Landwirtschaft nutzbare Fläche im Campemoor verkleinert.
Im Jahr 2013 setzte der Koalitionsvertrag der neu gebildeten rot-grünen Koalition im Niedersächsischen Landtag fest, dass „aus Gründen des Klima- und Naturschutzes gänzlich auf Vorranggebiete für den Torfabbau“ verzichtet werden solle, und bezog ausdrücklich das Campemoor mit ein. Gegen den hieraus abgeleiteten Neuentwurf eines Landes-Raumordnungsprogramms regte sich unter den Anliegern in Campemoor heftiger Widerstand. 2024 erhielt ein Unternehmen die Genehmigung, in den kommenden 25 Jahren Torf auf einer Fläche von 75 Hektar abzubauen.